# Chiloscyphus polyanthos
Chiloscyphus polyanthos ist eine Lebermoos-Art aus der Familie Lophocoleaceae. Deutsche Namen sind Vielblütiges Lippenbechermoos oder Bach-Lippenlebermoos.

## Merkmale
Die Pflanzen sind niederliegend oder aufsteigend, bis etwa 8 Zentimeter lang, um 3 Millimeter breit und bilden grüne bis schwärzlich-grüne Rasen oder wachsen vereinzelt. Die Blätter sind schief bis fast längs angewachsen, am Stämmchen deutlich herablaufend, rundlich quadratisch bis rechteckig, oben abgerundet oder etwas eingebuchtet. Die Blattzellen sind trübgrün, dünnwandig, die Zellecken nicht oder sehr schwach verdickt. Die Zellgröße in der Blattmitte ist etwa 25 mal 35 Mikrometer, pro Zelle sind ein bis fünf Ölkörper vorhanden. Die Unterblätter sind tief in zwei pfriemenförmige bis fadenförmige Lappen geteilt.
Die Geschlechterverteilung ist autözisch. Das kelchförmige Perianth ist an der Mündung dreilappig, die Lappen sind ganzrandig oder schwach gezähnt. Die Kalyptra ragt im voll entwickelten Zustand meist weit aus dem Perianth heraus. Die Chromosomenzahl beträgt n = 9. Sporogone sind häufig. Brutkörper fehlen.

## Standortansprüche
Die Art bevorzugt kalkarme, neutrale oder schwach saure bis schwach basische, nasse, feuchte bis frische, auch überflutete Standorte auf Gestein, Erde, Torf, Sand und Kies, auf Mauern, auf freiliegenden Baumwurzeln oder auf morschem Holz. Die Wuchsorte finden sich in schattigen Waldbächen, Waldquellen, Gräben, in Mooren und Sümpfen. Häufige Begleitmoose sind: Scapania undulata, Racomitrium aciculare, Dichodontium pellucidum, Platyhypnidium riparioides, Brachythecium rivulare, Hygrohypnum ochraceum.

## Verbreitung
Chiloscyphus polyanthos ist subboreal verbreitet. Vorkommen gibt es in Europa und Makaronesien, im Kaukasus, in der Türkei, in Sibirien, im Himalaya, in Japan, in Nordamerika, auf Grönland und in Nordafrika.
In Österreich ist die Art in der Böhmischen Masse häufig, in den Randgebieten der Zentralalpen verbreitet, am Alpenhauptkamm und in der Flyschzone zerstreut, in den Nord- und Südalpen und den Tieflagenregionen selten. Der Lebensraum reicht von planaren bis subalpinen Höhenlagen.